# 1993 في سريلانكا
فيما يلي قوائم الأحداث التي وقعت خلال عام 1993م في سريلانكا.

## سياسة

### تعيين في المنصب
- 7 مايو – رانيل ويكريمسينغه رئيس وزراء سريلانكا.

### انتهاء فترة المنصب
- 1 مايو – راناسينغ بريماداسا رئيس سريلانكا.

## مواليد

### يناير
- 29 يناير – تشاميرا ساجيث لاعب كرة قدم سريلانكي.

## وفيات

### مايو
- 1 مايو – راناسينغ بريماداسا (مواليد 1924) سياسي سريلانكي.